# Синдром Ушера
Синдром Ушера (иногда синдром Ашера, англ. Usher syndrome, врожденная нейросенсорная глухота и пигментный ретинит) — сравнительно редкое генетическое заболевание, вызываемое мутацией одного из 10 генов, приводящее к врождённой нейросенсорной тугоухости и прогрессирующей потере зрения (пигментная дегенерация). Одна из основных причин слепоглухоты. В настоящее время неизлечим. Наследуется по аутосомно-рецессивному принципу.
Синдром Ушера — наиболее распространённая болезнь, приводящая к слепоглухоте. В США с синдромом Ушера рождаются четверо из 100 тысяч новорожденных. В Великобритании, по состоянию на 2010 год, проживали 132 тысячи слепоглухих — примерно 0,2 % населения.
Фоторецепторные клетки обычно дегенерируют от периферии к центру сетчатки, включая макулу (жёлтое пятно). Эта дегенерация сначала проявляется как куриная слепота (ослабление зрения при слабом освещении). Периферическое зрение постепенно теряется, ограничивая поле зрения до туннельного, постепенно приводя к полной слепоте.
Существует несколько классификаций синдрома Ушера, но наиболее распространённой является классификация по степени глухоты.
- I тип, встречается с частотой 3-6 на 100 тысяч человек, сопровождается врождённой глубокой тугоухостью или полной глухотой и нарушением вестибулярных функций, раннее начало пигментного ретинита. Связан с мутациями в генах CDH23, MYO7A, PCDH15, USH1C, USH1G. Более распространён среди евреев-ашкеназов.
- II тип, сопровождается тугоухостью, не ухудшающейся со временем, вестибулярные функции не нарушены. Пигментная дегенерация сетчатки начинается с возраста 10-20 лет. Связан с мутациями генов USH2A, GPR98, DFNB31.
- III тип, прогрессирующее ухудшение слуха и зрения, примерно в половине случаев сопровождается вестибулярными нарушениями. Чаще встречается у финнов. Связан с мутациями гена CLRN1.